# Westley Gough
Westley Gough (Hastings, 4 de mayo de 1988) es un deportista neozelandés que compitió en ciclismo en las modalidades de pista, especialista en las pruebas de persecución, y ruta. Su primo Regan Gough también compite en ciclismo.
Participó en dos Juegos Olímpicos de Verano, en los años 2008 y 2012, obteniendo una medalla de bronce en cada participación, ambas en la prueba de persecución por equipos (en Pekín 2008 junto con Sam Bewley, Hayden Roulston, Marc Ryan y Jesse Sergent y en Londres 2012 con Sam Bewley, Marc Ryan, Jesse Sergent y Aaron Gate).
Ganó cuatro medallas de bronce en el Campeonato Mundial de Ciclismo en Pista entre los años 2009 y 2012.

## Medallero internacional
| Juegos Olímpicos   | Juegos Olímpicos      | Juegos Olímpicos  | Juegos Olímpicos        |
| Año                | Lugar                 | Medalla           | Competición             |
| ------------------ | --------------------- | ----------------- | ----------------------- |
| 2008               | Pekín (China)         | Medalla de bronce | Persecución por equipos |
| 2012               | Londres (Reino Unido) | Medalla de bronce | Persecución por equipos |
| Campeonato Mundial |                       |                   |                         |
| Año                | Lugar                 | Medalla           | Competición             |
| 2009               | Pruszków (Polonia)    | Medalla de bronce | Persecución por equipos |
| 2010               | Ballerup (Dinamarca)  | Medalla de bronce | Persecución por equipos |
| 2012               | Melbourne (Australia) | Medalla de bronce | Persecución individual  |
| 2012               | Melbourne (Australia) | Medalla de bronce | Persecución por equipos |

1. 1 2 3  Compitió en la ronda de clasificación.

## Palmarés
2011
- Campeonato de Nueva Zelanda Contrarreloj
- 1 etapa del Tour de Wellington

2012
- 1 etapa del Tour de Saboya

2013
- 3.º en el Campeonato de Nueva Zelanda Contrarreloj